# Gouvernement Renkin
Royaume de Belgique
Jaspar II de Broqueville III
Le gouvernement Renkin est un gouvernement catholique-libéral qui gouverna la Belgique du 15 juin 1931 jusqu'au 18 octobre 1932.
La montée du nationalisme flamand a un impact sur le programme linguistique du gouvernement. La déclaration gouvernementale est ainsi la première de l'histoire de Belgique à avoir lieu en français et en néerlandais. La langue utilisée dans l'enseignement primaire et moyen devient celle de la région (à l'exception de la région bilingue de Bruxelles, où la langue maternelle continue de prévaloir). L'unilinguisme régional et renforcé et les conditions pour obtenir des facilités linguistiques sont durcies. 
Le gouvernement doit gérer la pire période de la Grande Dépression. La dévaluation de la livre sterling conduit à la réduction de moitié des exportations belges. Le nombre de chômeurs augmente, particulièrement en Flandre. Cependant, les querelles communautaires monopolisant l'action gouvernementale conduisent à ne donner que des réponses insuffisantes à la crise. Le déficit budgétaire conduit à réduire les salaires et à couper dans les dépenses sociales, notamment en ce qui concerne les allocations de chômage et les pensions. Toutes ces mesures conduisent en juillet 1932 à un mouvement de grève sauvage dans le Borinage et qui s'étend dans tout le Hainaut ; la répression du mouvement conduit à un progrès relatif des adhérents au Parti communiste. Les mesures économiques prises par le gouvernement sont temporairement levées.
Les tensions socio-économiques amènent les libéraux à demander une dissolution du Parlement et à convoquer des élections anticipées.

## Composition
| Ministère                                                       | Nom                | Parti            |
| --------------------------------------------------------------- | ------------------ | ---------------- |
| Premier et ministre de l'intérieur et de la santé publique      | Jules Renkin       | Parti catholique |
| Ministre des affaires étrangères                                | Paul Hymans        | Parti libéral    |
| Ministre des arts et des sciences                               | Robert Petitjean   | Parti libéral    |
| Ministre de justice                                             | Fernand Cocq       | Parti libéral    |
| Ministre des finances                                           | Maurice Houtart    | Parti catholique |
| Ministre de l’agriculture                                       | Émile van Dievoet  | Parti catholique |
| Ministre des travaux publics                                    | Jules Van Caenegem | Parti catholique |
| Ministre de l'industrie, du travail et de la prévoyance sociale | Hendrik Heyman     | Parti catholique |
| Ministre des communications                                     | Philip Van Isacker | Parti catholique |
| Ministre des PTT                                                | François Bovesse   | Parti libéral    |
| Ministre de la défense nationale                                | Léon Dens          | Parti libéral    |
| Ministre des colonies                                           | Paul Crokaert      | Parti catholique |

## Remaniements
- 27 février 1932
  - Jules Renkin (Parti catholique) renonce à ses compétences de l'intérieur et de la santé publique au profit de Henri Carton de Tournai (Parti catholique)
  - Maurice Houtart (Parti catholique) démissionne comme ministre des finances et  Jules Renkin est nommé aussi ministre des finances

- 23 mai 1932
  - Jules Van Caenegem (Parti catholique) démissionne comme ministre des travaux publics et est remplacé par Gustave Sap
  - Philip Van Isacker (Parti catholique) démissionne comme ministre des communications et est remplacé par Pierre Forthomme (Parti libéral)
  - Paul Crokaert (Parti catholique) démissionne comme ministre des colonies et est nommé ministre de la défense nationale, en succession du démissionnaire Léon Dens (Parti libéral)
  - Paul Tschoffen (Parti catholique) est nommé ministre des colonies, en succession du démissionnaire Paul Crokaert (Parti catholique).